# Ancelle di Nostra Signora di Fátima
Le Ancelle di Nostra Signora di Fátima (in portoghese Servas de Nossa Senhora de Fátima; sigla S.N.S.F.) sono un istituto religioso femminile di diritto pontificio.

## Storia

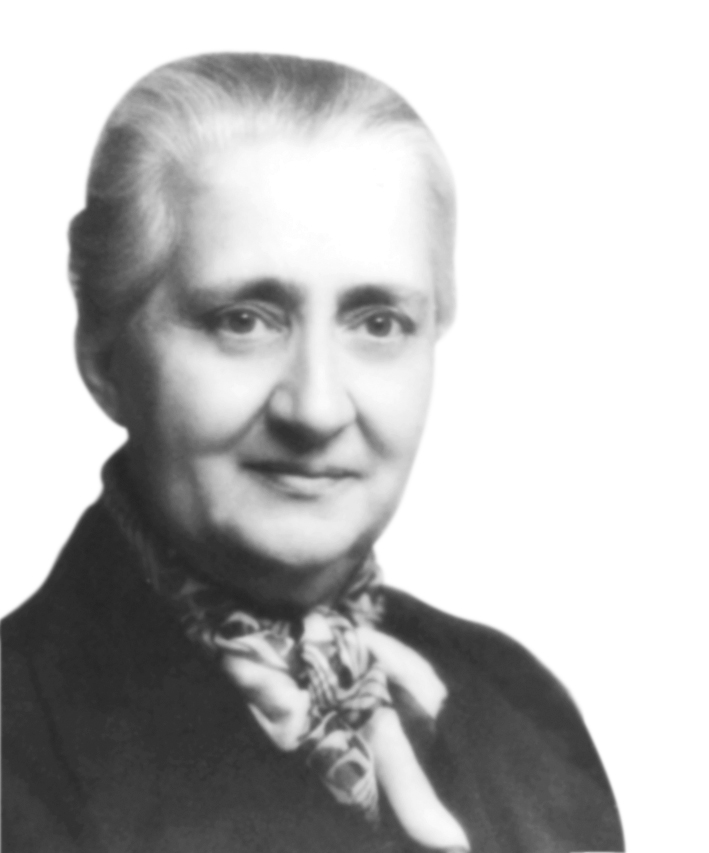
Luísa Maria Langstroth Figueira de Sousa, fondatrice dell'istituto

La congregazione fu fondata il 15 ottobre 1923 a Santarém da Luísa Maria Langstroth Figueira de Sousa; fu canonicamente eretta l'11 ottobre 1939 dal cardinale Manuel Gonçalves Cerejeira, patriarca di Lisbona.

## Attività e diffusione
Le suore si dedicano all'assistenza ai sacerdoti nelle parrocchie, all'apostolato della buona stampa, all'educazione della gioventù e al servizio nei seminari.
Oltre che in Portogallo, sono presenti in Belgio, Brasile, Guinea-Bissau e Lussemburgo; la sede generalizia è a Lisbona.
Alla fine del 2015 l'istituto contava 180 religiose in 30 case.